# Fresta socken
Fresta socken i Uppland ingick i Vallentuna härad, ingår sedan 1971 i Upplands Väsby kommun och motsvarar från 2016 Fresta distrikt.
Socknens areal är 24,57 kvadratkilometer, varav 23,27 land.  År 2000 fanns här 10 321 invånare. Sköldnora kungsgård, en del av tätorten Upplands Väsby med Bollstanäs samt sockenkyrkan Fresta kyrka ligger i socknen.  

## Administrativ historik
Fresta socken har medeltida ursprung. 
Vid kommunreformen 1862 övergick socknens ansvar för de kyrkliga frågorna till Fresta församling och för de borgerliga frågorna till Fresta landskommun. Landskommunen uppgick 1952 i Upplands-Väsby landskommun som 1971 ombildades till Upplands-Väsby kommun.
1 januari 2016 inrättades distriktet Fresta, med samma omfattning som församlingen hade 1999/2000.
Socknen har tillhört län, fögderier, tingslag och domsagor enligt vad som beskrivs i artikeln Vallentuna härad. De indelta soldaterna tillhörde Livregementets dragonkår, Livskvadronen, Livkompaniet. De indelta båtsmännen tillhörde Södra Roslags 2:a båtsmanskompani.

## Geografi
Fresta socken ligger norr om Stockholm med sjön Norrviken i väster.  Socknen är en slättbygd med inslag av skogklädda höjder.

## Fornlämningar
Från bronsåldern är spridda gravrösen funna. Från järnåldern finns 30 gravfält med en skeppssättning och stensträngar. Ett 20-tal runristningar har påträffats.

## Namnet
Namnet (1291 Frästa) kommer från kyrkbyn. Namnet innehåller frö, 'fruktbar, frodig' och sta(d), 'ställe'.

## Personer från bygden
Fresta är födelse- och uppväxtort för höjdhopparen Staffan Strand.
Flera historiker, bland annat Dick Harrison hävdar att även heliga Birgitta skulle vara född i Fresta, på gamla Sköldnora kungsgård. Teorin har dock inte accepterats av andra historiker.